# Tariona
Tariona là một chi nhện trong họ Salticidae.